# Excantation
Excantation ist eine seit 2017 aktive Funeral-Doom-Band.

## Geschichte
Die Texaner Ryan Wilson von The Howling Void und Shane Elwell von In Oblivion gründeten Excantation als gemeinsames Funeral-Doom-Projekt. Das in San Antonio angesiedelte Projekt debütierte 2017, noch im Jahr der Gründung, mit einer Single und einem Album im Selbstverlag. Dem Duo wurde daraufhin von GS Productions die professionelle Veröffentlichung des Debüts angeboten. Neben diesem Debüt A Somber Endeavor veröffentlichte GS Productions 2018 das zweite Studioalbum Pilgrimage of the Imperator. Im folgenden Jahr erschien mit, weiter in Kooperation mit dem russischen Label eine Split-EP von Excantation und The Howling Void. Die Veröffentlichungen wurden nur wenig beachtet, Pilgrimage of the Imperator von Nick Harkins jedoch als „ein tiefer, kraftvoller Ausdruck von Funeral Doom“ gelobt.

## Stil
Die von Excantation gespielte Musik wird vom Webzine Doom-Metal.com als „super-langsame, superschwere“ und zugleich melodische Variante des Funeral Doom beschrieben. Zum einordnenden Vergleich wird derweil auf Mournful Congregation verwiesen. Die Musik wird als „schmutzige Klanglandschaften“ kategorisiert und als besonders dunkel und kalt beschrieben. Harkins bemüht Attribute wie Zerquetschend, Monolithisch um die Wirkung zu umschreiben. Das Tempo der Musik ist deutlich reduziert, das Gitarrenspiel dröhnend verzerrt, die umfassend eingesetzten Synthesizer werden als melancholisch wahrgenommen, während der gutturale Gesang zugleich als „hart“ sowie als Ausdruck „verwundeter Gefühle und endloser Klagen“ beschrieben wird.

## Diskografie
- 2017: The Pale Embrace of Despair (Download-Single, Selbstverlag)
- 2017: A Somber Endeavor (Album, Selbstverlag, 2018 Wiederveröffentlichung GS Productions)
- 2018: Circled by Vultures (Download-Single, Selbstverlag)
- 2018: Pilgrimage of the Imperator (Album, GS Productions)
- 2019: Excantation/The Howling Void (Split-EP mit The Howling Void, GS Productions)